# Cyanolyca pulchra
La ghiandaia magnifica (Cyanolyca pulchra (Lawrence, 1876)) è un uccello passeriforme appartenente alla famiglia Corvidae.

## Etimologia
Il nome scientifico della specie, pulchra, deriva dal latino e significa "bella", in riferimento alla livrea di questi uccelli: il loro nome comune altro non è che la traduzione di quello scientifico.

## Descrizione

### Dimensioni
Misura 27 cm di lunghezza.

### Aspetto
Si tratta di uccelli dall'aspetto tozzo e paffuto, muniti di grossa testa arrotondata dai grandi occhi, becco relativamente corto e conico dalla punta lievemente ricurva, ali digitate, coda piuttosto lunga e dall'estremità squadrata e zampe forti.
Il piumaggio è di colore azzurro su fronte, vertice, nuca, spalle e gola, mentre il dorso, le ali e il petto sono di colore nero-violaceo: ventre, fianchi e sottocoda sono di colore blu scuro, mentre le remiganti, le copritrici e la coda tendono al blu-violaceo. Dai lati del becco parte una mascherina nera che raggiunge i lati del collo, scendendo sotto forma di sottile banda nera fino al nerastro pettorale, col quale si congiunge.

Si tratta di uno dei pochi corvidi nei quali sia presente un dimorfismo sessuale apprezzabile nella livrea: nelle femmine, infatti, il dorso e le ali tendono al bruno-nerastro anziché del tutto nero.
Il becco e le zampe sono di colore nero, mentre gli occhi sono di colore bruno-rossiccio scuro.

## Biologia
Si tratta di uccelli diurni, che vivono da soli o in coppie, e che passano la maggior parte della giornata alla ricerca di cibo, talvolta associandosi a stormi più consistenti assieme ad altre specie di uccelli dalle abitudini di vita simili.

Rispetto alle specie congeneri, la ghiandaia magnifica presenta abitudini di vita meno strettamente arboricole, passando molto tempo fra i rami di alberi e cespugli e talvolta anche al suolo, e solo raramente salendo nella canopia.
I richiami di questi uccelli sono dei cinguettii pigolanti ripetuti a coppie, in genere in rapida sequenza.

### Alimentazione
La dieta di questi animali è tendenzialmente onnivora, basandosi principalmente su insetti, artropodi ed altri invertebrati e sulle loro larve, nonché su altri piccoli animali: questi uccelli, inoltre, si nutrono anche di bacche e frutta matura.

### Riproduzione
Finora è stato descritto unicamente un nido: si trattava di una struttura a coppa edificata con rametti sottili e fibre vegetali intrecciate, con l'aggiunta di muschio, posizionata fra i rami di un arbusto a circa 2,5 m dal terreno.

All'interno del nido, la femmina depose due uova verdi con fine punteggiatura bruna, che covò in solitudine (assistita dal maschio) per quasi tre settimane, al termine delle quali schiusero pulli ciechi ed implumi i quali, imbeccati da ambedue i genitori, s'involarono a 24 giorni di vita.

## Distribuzione e habitat
La ghiandaia magnifica è diffusa lungo le pendici occidentali della cordigliera andina, in un territorio che si estende dalla Colombia centrale (dal sud del dipartimento di Chocó) al nord-ovest dell'Ecuador (sud della provincia del Pichincha).
L'habitat di questi uccelli è rappresentato dalla foresta pluviale tropicale montana fra i 900 e i 2.300 m, sebbene sia più comune osservarli fra i 1.400 ed i 1.800 m di quota: questi uccelli prediligono le aree di ricrescita secondaria, e li si può osservare anche nelle zone paludose.